# Confarreatio

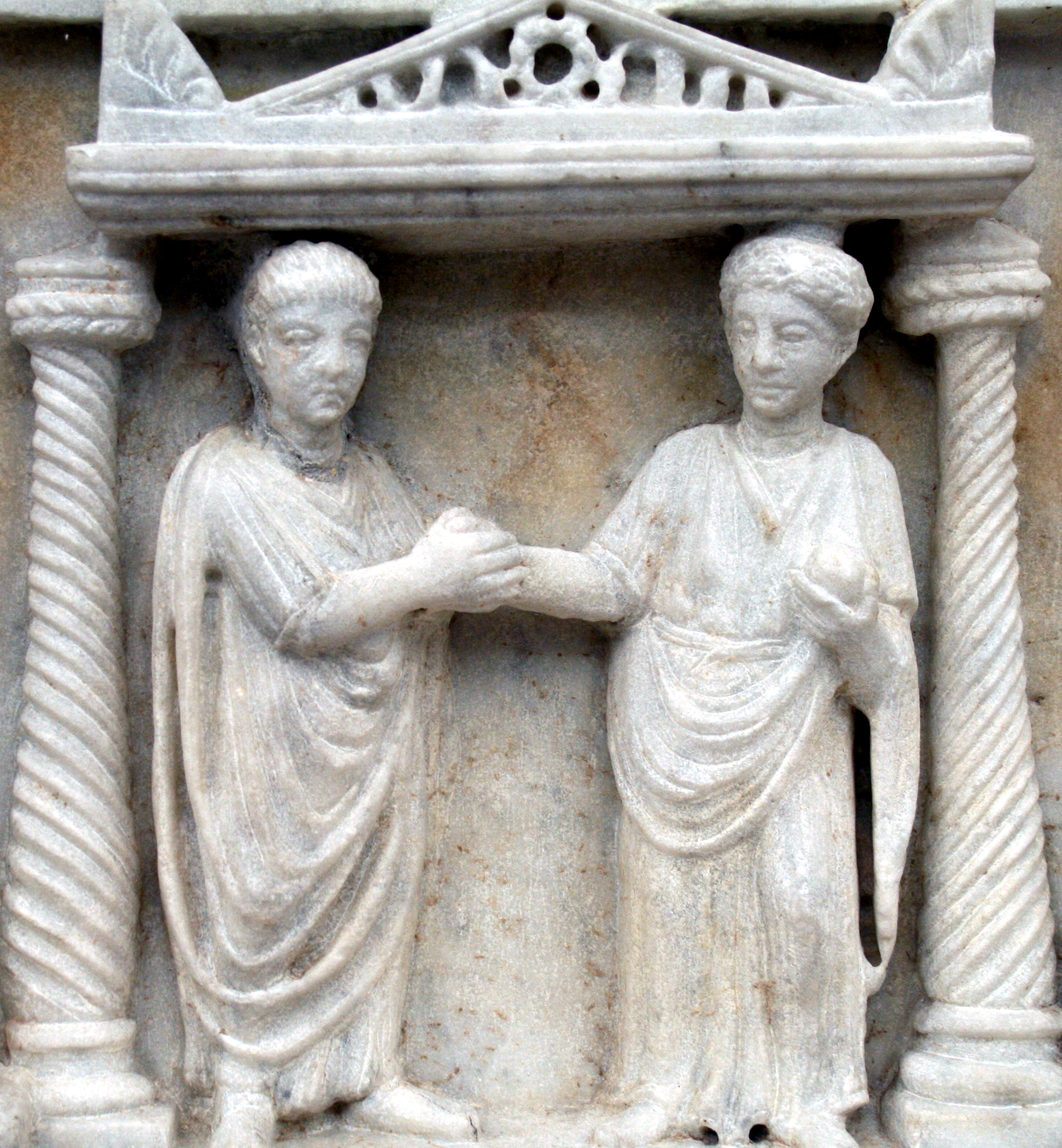
Le mariage dans la Rome antique. Reliefs du Museo delle Terme di Diocleziano (Rome).

La confarreatio est l'une des trois formes juridiques par lesquelles, dans le mariage romain, la femme peut entrer dans la manus – c'est-à-dire sous l'autorité juridique – de son mari. Elle tire son nom du pain d'épeautre (farreus panis, farreum) qui intervient dans ce rituel. Cette forme, au caractère archaïque et religieux très marqué, vraisemblablement réservée aux seuls patriciens, était tombée en désuétude sous l'Empire.

## Rituel
Le rituel de la confarreatio est décrit par Gaius, confirmé par Ulpien :
« [Les femmes] entrent [aussi] dans la manus par le pain d'épeautre, à travers un genre particulier de sacrifice offert à Jupiter Farreus ; dans ce sacrifice, on emploie un pain d'épeautre, d'où le nom de confarreatio. Par ailleurs, pour la réalisation de cet acte juridique, plusieurs rites sont mis en œuvre et on prononce des formules déterminées et solennelles, en présence de dix témoins. »
On ne sait rien de la teneur des formules solennelles (certis et sollemnibus uerbis) qui étaient prononcées en cette occasion ; aucun témoignage antique n'assure que le pain était partagé par les futurs époux, c'était peut-être seulement une offrande au dieu. Quant à Jupiter, il n'est qualifié de Farreus qu'à propos de ce sacrifice.
D'autres auteurs apportent des informations complémentaires. On sait grâce à Servius que le pontifex maximus et le flamen Dialis, les deux prêtres les plus importants de la religion romaine, assistaient au sacrifice, ce qui donnait à celui-ci le caractère d'une cérémonie solennelle et publique. Dans un autre passage de Servius, qui concerne explicitement la confarreatio des flamines et de leur épouse, mais qui peut peut-être s'appliquer en tout ou en partie aux autres cas de confarreatio, il est indiqué que le flamine et la flaminica sont assis, leur tête couverte d'un voile, sur deux sièges conjoints recouverts de la peau – encore garnie de sa laine – du mouton offert à cette occasion en sacrifice, ce dont on peut déduire que le sacrifice était la première étape du rituel.
Lorsqu'un coup de tonnerre éclatait, la cérémonie était interrompue : on considérait que Jupiter exprimait sa désapprobation.
Les auteurs modernes sont très partagés sur la question de savoir si la confarreatio était à elle seule le mariage ou si elle accompagnait des rites nuptiaux connus par ailleurs, comme la dextrarum iunctio ou le prononcé de la formule Ubi tu Gaius, ego Gaia ; en effet, les textes anciens ne sont pas clairs sur ce point.

## Effets
L'effet essentiel de la confarreatio est de faire entrer dans l'instant la femme sous l'autorité juridique (manus) de son mari ; en cela, parmi les trois formes d'acquisition de la manus, elle se rapproche de la coemptio, qui a le même effet immédiat, et se distingue de l’usus, qui n'a cet effet qu'au bout d'un an. Les enfants d'un couple uni par la confarreatio sont dits patrimi et matrimi.
Le caractère hautement religieux de ce rite en explique un autre effet : seuls ceux qui étaient nés d'un couple ainsi uni (ex farreatis nati) et qui avaient eux-mêmes satisfait à ce rite pouvaient occuper certains sacerdoces : cela concernait les flamines majeurs et leurs épouses ainsi que le rex sacrorum.

## Dissolution du mariage parconfarreatio
Le lien créé par cette forme de mariage était particulièrement sacré. C'est pourquoi il ne pouvait être rompu que par un rite opposé (contrarius actus), celui de la diffarreatio. Ce divorce n'était peut-être pas possible dans les premiers temps ; d'après Plutarque – mais sa remarque concerne seulement le flamine de Jupiter et non la confarreatio en général –, il n'a été autorisé que tardivement, à l'époque de Domitien, et les prêtres qui présidèrent à cette cérémonie accomplirent des rites effrayants, étranges et lugubres (φριϰώδη, ἀλλόϰοτα, σϰυθρώπα).

## Origine indo-européenne selon Georges Dumézil
Selon Georges Dumézil, les trois formes traditionnelles du mariage cum manu avaient une origine indo-européenne et renvoyaient à la tripartition fonctionnelle. Dans ce cadre, la confarreatio, fondée sur la sacré et sanctionnée par un sacrifice à Jupiter, se rattachait à la première fonction.